# Тета-граф
Тета-граф або {\displaystyle \Theta }-граф — вид геометричного кістяка, подібний до графа Яо. За основного методу побудови простір навколо кожної вершини розбивається на множину кутів, які тим самим розбивають решту вершин графа. Подібно до графів Яо {\displaystyle \Theta }-граф містить максимум одне ребро на конус (для вибраної вершини), а відрізняються вони способом вибору ребра. Тоді як у графі Яо вибирають найближчу вершину відповідно до метрики простору, у {\displaystyle \Theta }-графі визначають фіксований промінь, що міститься в кожному конусі (зазвичай це бісектриса кута), і вибирають найближчого сусіда відповідно до ортогональної проєкції на цей промінь. Отриманий граф показує деякі хороші властивості кістякового графа.
{\displaystyle \Theta }-графи першим описав Кларксон (1987) та незалежно Кейл (1988).

## Побудова

Приклад конуса -графа, що виходить з точки з прямою ортогональних проєкцій

{\displaystyle \Theta }-графи задають декількома параметрами, що визначають їх побудову. Найочевиднішим параметром є {\displaystyle k}, що відповідає числу однакових конусів, на які розбито простір навколо кожної вершини. Зокрема, для вершини {\displaystyle p}, конус із {\displaystyle p} можна уявити як два нескінченних промені, що виходять із цієї точки з кутом {\displaystyle \theta =2\pi /k} між ними. Пов'язані з точкою {\displaystyle p} конуси можна позначити як {\displaystyle C_{1}\dots C_{k}} за годинниковою стрілкою. Ці конуси розбивають площину, а також розбивають решту вершин графа (передбачається загальне положення вершин) на множини {\displaystyle V_{1}\dots V_{k},} знову відносно точки {\displaystyle p}. Кожна вершина графа має те саме число конусів розбиття в тій самій орієнтації і ми можемо розглядати множини вершин, що потрапили всередину кожного з конусів.
Розглянемо окремий конус: потрібно вказати ще один промінь, що виходить з {\displaystyle p}, який позначимо {\displaystyle l}. Для будь-якої вершини всередині конуса {\displaystyle V_{i}} ми знайдемо ортогональну проєкцію кожної точки {\displaystyle v\in V_{i}} на промінь {\displaystyle l}. Нехай вершина {\displaystyle r} має найменшу таку проєкцію, тоді до графа додається ребро {\displaystyle \{p,r\}}. Це головна відмінність від графів Яо, в яких завжди вибирають найближчу до {\displaystyle p} вершину. У прикладі на малюнку до графа Яо увійшло б ребро {\displaystyle \{p,q\}}.
Можна побудувати {\displaystyle \Theta }-графа за допомогою замітання прямою за час {\displaystyle O(n\log {n})} .

## Властивості
{\displaystyle \Theta }-графи показують деякі хороші властивості геометричного кістяка.
Коли параметр {\displaystyle k} — сталий, {\displaystyle \Theta }-граф є розрідженим кістяком. Кожен конус дає максимум одне ребро, більшість вершин матиме малий степінь і весь граф матиме не більше {\displaystyle k\cdot n=O(n)} ребер.
Коефіцієнт розтягу між будь-якими двома точками кістяка визначається як відношення між метричною відстанню і відстанню за кістяком (тобто вздовж ребер кістяка). Коефіцієнт розтягу всього кістяка дорівнює найбільшому коефіцієнту розтягу за всіма парами точок. Як було зазначено вище, {\displaystyle \theta =2\pi /k}, тоді, якщо {\displaystyle k\geqslant 9}, {\displaystyle \Theta }-граф має коефіцієнт розтягу, що не перевищує {\displaystyle 1/(\cos \theta -\sin \theta )}. Якщо як промінь {\displaystyle l} для ортогональної проєкції вибирається в кожному конусі бісектриса, то для {\displaystyle k\geqslant 7} коефіцієнт розтягу не перевищує {\displaystyle 1/(1-2\sin(\pi /k))}.
При {\displaystyle k=1} {\displaystyle \Theta }-граф утворює граф найближчих сусідів. При {\displaystyle k=2} легко бачити, що граф зв'язний, оскільки кожна вершина пов'язана з чимось ліворуч і з чимось праворуч, якщо вони існують. Для {\displaystyle k=4}, {\displaystyle 5}, {\displaystyle 6} та {\displaystyle \geqslant 7} відомо, що {\displaystyle \Theta }-граф зв'язний. Є неопубліковані результати, що показують, що {\displaystyle \Theta }-графи зв'язні також і для {\displaystyle k=3}. Є багато результатів, що дають верхню та/або нижню межу коефіцієнта розтягу.
Якщо {\displaystyle k} парне, можна створити варіант {\displaystyle \Theta _{k}}-графа, відомого як напів-{\displaystyle \Theta _{k}}-граф, де конуси розбито на парні і непарні множини і розглядаються ребра тільки в парних конусах (або тільки в непарних). Відомо, що напів-{\displaystyle \Theta _{k}}-графи мають деякі дуже цікаві властивості. Наприклад, відомо, що напів-{\displaystyle \Theta _{6}}-граф (і, отже, {\displaystyle \Theta _{6}}-граф, який є просто об'єднанням двох напів-{\displaystyle \Theta _{6}}-графів, що доповняльнюють один одного) є 2-кістяками.

## Програми для малювання тета-графів
- Програма мовою Java
- Кістяки на основі конусів у Бібліотеці алгоритмів обчислювальної геометрії (Computational Geometry Algorithms Library, CGAL)